# Pgr Beringin
Pgr Beringin is een bestuurslaag in het regentschap Padang Lawas van de provincie Noord-Sumatra, Indonesië. Pgr Beringin telt 121 inwoners (volkstelling 2010).